# Мръсният Хари
„Мръсният Хари“ (на английски: Dirty Harry) е американски нео-ноар екшън трилър от 1971 г. на режисьора Дон Сийгъл и е първият филм от поредицата „Мръсният Хари“. Главната роля се изпълнява от Клинт Истууд в първата му поява като ролята на полицейския инспектор от Сан Франциско Хари Калахан с псевдонима „Мръсният Хари“.
Филмът постига комерсиален успех и се развива в стила на полицейските филми. Той е последван от четири продължения – „Силата на Магнум“ (1973), „Насилникът“ (1976), „Внезапен удар“ (1983) и „Смъртоносен облог“ (1988).
През 2012 г. филмът е включен в Националния филмов регистър на САЩ от Библиотеката на Конгреса.

## Актьорски състав
- Клинт Истууд – инспектор Хари Калахан
- Хари Гуардино – лейтенант Ал Бреслър
- Рени Сантони – инспектор Чико Гонзалес
- Джон Върнън – кметът на Сан Франциско
- Андрю Робинсън – Скорпиона
- Джон Ларч – Пол Даканели, шеф на полицията
- Джон Мичъм – инспектор Франк Диджорджио
- Мей Мърсър – госпожа Ръсел
- Лин Едгингтън – Норма Гонзалес
- Рут Кобарт – Марсела Плат, шофьорка на училищен автобус
- Удроу Парфри – господин Джафе
- Йозеф Зомер – адвокат Уилям Ротко
- Уилям Патерсън – съдия Бандерман
- Джеймс Нолан – Собственик на ликьор
- Морис С. Аргънт – Сид Клейнман
- Джо де Уинтър – госпожа Уилис
- Крейг Кели – сержант Рейнеке

## В България
В България филмът първоначално се издава на видеокасета от „Брайт Айдиас“ през 1993 г. с български дублаж. Екипът се състои от:
| Пост                | Име                                                         |
| ------------------- | ----------------------------------------------------------- |
| Преводач            | Румяна Анчева                                               |
| Редактор            | Лилия Райчева                                               |
| Озвучаващи артисти  | Венета Зюмбюлева Иван Иванов Пламен Сираков Пламен Манасиев |
| Звукооператор       | Пламен Пировски                                             |
| Звукорежисьор       | Сия Попова                                                  |
| Режисьор на дублажа | Костадин Бонев                                              |